# メレディス・サレンジャー
メレディス・サレンジャー（Meredith Dawn Salenger、1970年3月14日 - ）は、アメリカ合衆国の女優、声優。
カリフォルニア州マリブ出身。オーストリアとロシアにルーツを持つユダヤ人の家系。1982年に子役としてデビュー。女優のほかテレビアニメの声優としても活動。
2017年にコメディアンのパットン・オズワルトと結婚した。

## 主な出演作品

### 映画
- アニー Annie (1982) クレジットなし
- ナティ物語 The Journey of Natty Gann (1985)
- ラスト・フロンティア/遥かなる大地 The Last Frontier (1986) テレビ映画
- ジミー さよならのキスもしてくれない A Night in the Life of Jimmy Reardon (1988)
- キッス The Kiss (1988)
- ドリーム・ドリーム Dream a Little Dream (1989)
- クラッシュダウン Edge of Honor (1991)
- 光る眼 Village of the Damned (1995)
- グローリー・デイズ/旅立ちの日 Glory Daze (1995)
- 平気で嘘をつく女 Legacy of Sin: The William Coit Story (1995) テレビ映画
- バーチャル・ヴィーナス Venus Rising (1995) ビデオ映画
- アトランティック・マネー Sour Grapes (1998)
- フル・ブラント Full Brunt (1998)
- アベレーション2 Bug Buster (1998)
- U.M.A レイク・プラシッド Lake Placid (1999)
- チャーリー・シーンのミスター・グッド・アドバイス Good Advice (2001)
- 恋の方程式 あなたのハートにクリック2 The Third Wheel (2002)
- ウィッチマウンテン/地図から消された山 Race to Witch Mountain (2009)
- スター・ウォーズ/フォースの覚醒 Star Wars: The Force Awakens (2015) 声の出演、クレジットなし
- レゴ®DCスーパーヒーロー・ガールズ：ブレイン・ドレイン Lego DC Super Hero Girls: Brain Drain (2017) アニメ映画、声の出演
- レゴ®DCスーパーヒーロー・ガールズ：スーパーヴィラン・ハイスクール LEGO DC Super Hero Girls: Super-villain High (2018) アニメ映画、声の出演
- ティーン・タイタンズ・ゴー! トゥ・ザ・ムービーズ Teen Titans Go! To the Movies (2018) アニメ映画、声の出演
- ペット2 The Secret Life of Pets 2 (2019) アニメ映画、声の出演

### テレビドラマ
- ディズニーランド Disneyland (1986)
- ハリウッド・ナイトメア Tales from the Crypt (1993)
- 緊急出動! L.A.ファイターズ L.A. Firefighters (1996)
- 超感覚刑事ザ・センチネル The Sentinel (1996)
- ポルターガイスト レガシー Poltergeist: The Legacy (1997)
- バフィー 〜恋する十字架〜 Buffy the Vampire Slayer (1998)
- リザレクション・ブールバード Resurrection Blvd. (2001)
- ドーソンズ・クリーク Dawson's Creek (2002)
- コールドケース 迷宮事件簿 Cold Case (2005)
- 女検察官アナベス・チェイス Close to Home (2005)
- Life 真実へのパズル Life (2007)
- 24 -TWENTY FOUR- 24 (2009)
- MOACA/も～アカンな男たち Men of a Certain Age (2010)
- ダメージ Damages (2011)
- グレイズ・アナトミー 恋の解剖学 Grey's Anatomy (2016)
- デアデビル Marvel's Daredevil (2018)
- Happy! Happy! (2019)
- ふたりは友達? ウィル&グレイス Will & Grace (2019)

### テレビアニメ
- スーパー・ロボット・モンキー・チーム・ハイパーフォース GO! Super Robot Monkey Team Hyperforce Go! (2004-2005)
- スター・ウォーズ/クローン・ウォーズ Star Wars: The Clone Wars (2009-2013)
- スター・ウォーズ 反乱者たち Star Wars: Rebels (2014)
- ロボット・チキン Robot Chicken (2011&2018)
- マイリトルポニー〜トモダチは魔法〜 My Little Pony: Friendship Is Magic (2019)